# Oriana Junco
Oriana Junco (Buenos Aires, 4 de enero de 1970) es una actriz, animadora, socialité, relacionista pública y cantante argentina.

## Biografía
Oriana Junco nació a las 16.20 hs del 4 de enero de 1970 en Buenos Aires. Es hija de Juan Carlos Junco y de Catalina Ester Zapatero. Durante veinte años se desempeñó como relacionista pública. Trajo al país a la actriz española Bibi Ándersen, trabajó con el productor televisivo Dany Mañas, que invitaba a estrellas internacionales: Joan Collins, Luis Miguel, Lonnie Gordon y Sonia Braga. Con Charly Grilli en Caix trajeron a la reconocida actriz británica Jacqueline Bisset. Sus padrinos artísticos fueron Nacha Guevara y Antonio Gasalla, y entre sus mejores amigos se encuentra el modelo del jet-set "George" Jorge Tarditti y la estrella actriz/conductora "Mo" Moria Casán.
En televisión debuta en el año 1993 como columnista del ciclo Me gusta ser mujer en ATC. Vestida con traje y corbata, se solía sentar frente a Nacha Guevara para presentar notas sobre los temas más variados. Posteriormente, ya convertida en una celebridad mediática, tuvo acaloradas peleas televisivas con otros mediáticos como Clota Lanzetta, los hermanos Guido Süller y Silvia Suller, Jacobo Winograd y Nino Dolce.
Entre 2005 y 2006, encarnó el personaje de Manuel en la tira Sin código, protagonizada por Adrián Suar, Nancy Dupláa y Nicolás Cabré. En 2011 volvió a trabajar para Pol-Ka en la ficción Los Únicos. Participó en diferentes programas de entretenimientos y chimentos como Periodismo para todos conducido por Jorge Lanata donde realizó diferentes imitaciones, entre ellas la de Jorge Capitanich, y El muro infernal (2020) conducido por Marley.
En 2009 debutó como cantante interpretando el tema Esta todo mal con vos a través de Barca Discos – PSL 2500. Dicho disco tenía un estilo pop rock y un género rock, latino y pop. En el 2021 lanzó su otro tema Auchi fest con colaboración de DJ Krass.
En teatro hizo decenas de intervenciones como el unipersonal Cancelandia, con idea suya y de Edgar Zuttion.
En 2018 fue arrestada y estuvo detenida durante 22 días por un engaño de su expareja. En 2019 tuvo que salir a desmentir los rumores de su supuesto fallecimiento, situación que tomó con humor.
En el 2022 comenzó sus giras por Argentina y el exterior con su popular evento Auchi Fest de la cual ella es la anfitriona.

## Vida privada
Confesó en una entrevista haber sido amante, mientras vivía como varón, de dos vedettes argentinas de la década de 1980: Pata Villanueva y Silvia Peyrou. En una entrevista con Florencia Peña confesó que mantuvo una relación largo tiempo en los 90's, con el humorista Antonio Gasalla.

## Temas interpretados
- Está todo mal
- Sobreviviré

## Televisión
| Año       | Título                | Canal       |
| --------- | --------------------- | ----------- |
| 1993      | Me gusta ser mujer    | ATC         |
| 2001      | Much Dance            |             |
| 2002      | Zap TV                |             |
| 2005-2006 | Sin código            | Canal 13    |
| 2011      | Los únicos            | Canal 13    |
| 2011      | Pasión de sábado      | América TV  |
| 2011-2013 | SQP                   | Chilevisión |
| 2013      | Infama                | América TV  |
| 2013      | Malas muchachas       |             |
| 2014      | Periodismo para todos | Canal 13    |
| 2017      | Cortá por Lozano      | Telefe      |
| 2019      | El precio justo       | Telefe      |
| 2020      | El muro infernal      | Telefe      |

## Teatro y eventos
- Cancelandia
- Auchi fest